# Міколайкі (Елцький повіт)
Міколайкі (пол. Mikołajki, нім. Mikolaiken) — село в Польщі, у гміні Каліново Елцького повіту Вармінсько-Мазурського воєводства.
Населення — 79 осіб (2011).
У 1975-1998 роках село належало до Сувальського воєводства.

## Демографія
Демографічна структура станом на 31 березня 2011 року:
|          | Загалом | Допрацездатний вік | Працездатний вік | Постпрацездатний вік |
| -------- | ------- | ------------------ | ---------------- | -------------------- |
| Чоловіки | 49      | 12                 | 31               | 6                    |
| Жінки    | 30      | 7                  | 15               | 8                    |
| Разом    | 79      | 19                 | 46               | 14                   |